# NGC 840
NGC 840 ist eine Balken-Spiralgalaxie vom Hubble-Typ SBb im Sternbild Walfisch südlich der Ekliptik. Sie ist schätzungsweise 327 Millionen Lichtjahre von der Milchstraße entfernt und hat einen Durchmesser von etwa 175.000 Lj.

Im selben Himmelsareal befindet sich u. a. die Galaxie NGC 827.
Das Objekt wurde am 2. September 1864 von dem deutschen Astronomen Albert Marth am mithilfe eines 48-Zoll-Teleskops entdeckt.